# Katalansk musik och dans
| Katalansk musik och dans |
| --- |
| Sardana är en katalansk dansform. - Betydelse – musik och dans i Katalonien, på katalanska eller kopplad till katalansk kultur - Bakgrund – regional danskultur från 400-talet e.Kr. - Exempel – sardana, zarzuela, nova cançó, rock català |

Katalansk musik och dans har en lång historia. Den definieras antingen av sin hemvist i Katalonien eller av sin koppling till katalanskt språk eller kultur. Katalansk dans- och musikkultur utvecklades under medeltiden, både inom religiösa och folkliga miljöer. Senare har klassisk musik, jazz och populärmusik utvecklats i en alltmer urbaniserad miljö (bland annat i Barcelona). Sardana och zarzuela (katalanska: sarsuela) är fenomen med kopplingar till Katalonien.
Under 1900-talet har den katalanska musiken påverkats av de olika politiska vindarna i Spanien. I slutet av Francodiktaturen framträdde motrörelser som nova cançó, medan rockmusik på katalanska fick stor popularitet ett par decennier senare.

## Historik

### Bakgrund
Konciliet i Lleida förbjöd på 400-talet dans i samband med en kristen vigsel, ett av många tecken på en tidigt utbredd danskultur. Under de kommande århundradena skapades ett brett utbud av musik inom den visigotiska kristna kyrkan.
Polyfon musik introducerades i regionen under 1000-talet. Den kom inte minst att spelas i katedralerna i Barcelona och Tarragona, liksom i klostren Poblet, Santes Creus och Montserrat. Övergången från ars antiqua till ars nova sammanföll med publiceringen av sångsamlingen Llibre vermell ('Röda boken'). De katalanska hoven lockade även till sig ett stort antal trubadurer.

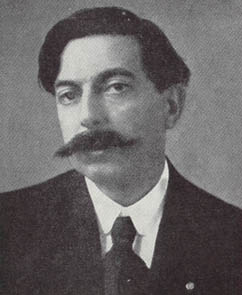
Enrique Granados (katalanska: Enric Granados) föddes i Lleida.

### Opera och klassisk musik
Operakonsten fick under 1700-talet impulser från Italien, och under samma tid utvecklades den lokala musikteaterformen zarzuela (katalanska: sarsuela). En av tidens mer framstående namn var Antoni Soler (bland annat med Sonates), som påverkades av både Domenico Scarlatti och folkmusik.
Under 1800-talet var Vicenç Cuyà (bland annat med operan La Fattuchiera) en framstående kompositör. En nydanande gitarrtradition skapades av Ferran Sors (spanska: Fernando Sors) och Frances Tàrrega (spanska: Francisco Tárrega). Även en stor mängd körer framträdde, och där kom inspirationen bland annat från folkmusik och arbetarkörer. Den mest kända av dessa körer – Orfeó Català ('Katalanska Orfeus', jämför Orphei Drängar) – bildades 1891.
Runt sekelskiftet 1900 nådde kompositörerna och pianisterna Isaac Albèniz och Enric Granados (spanska: Enrique Granados) internationell uppmärksamhet. Efter första världskriget följde generació de 1920, bland annat bestående av Frederic Mompou (spanska: Federico Mompou) och Eduard Toldrà. Dessa två följdes av Robert Gerhard (som införde tolvtonssystemet i Spanien) och Cristòfol Taltabull. Den sistnämnde bidrog som musikpedagog till att bygga upp den katalanska musiktraditionen efter spanska inbördeskriget. Xavier Montsalvatge och Joaquim Homs tillhörde denna nya generation, och Homs hade dessutom studerat ihop med Robert Gerhard (se ovan). I Barcelona grundades 1947 (eller 1946) ett nyskapande musikaliskt samarbete vid namn Cercle Manuel de Falla, med bland annat Albert Blancafort, Àngel Cerdà, Joan Comellas och Manuel Valls som medlemmar.

### Visa och jazz
Ett viktigt inslag i den långa och mångskiftande katalanska folkmusiktraditionen är sardana. Denna musik framförs av cobla, en blåsorkester som har tenora (liknar oboe) som soloinstrument. Musiken spelas till ringdansen med samma namn, som har sitt ursprung i Empordà-regionen och till hela Katalonien under 1900-talet. Enligt vissa har dansformen (och musiken) minst femhundraåriga rötter och en koppling till Sardinien.
Den musikaliska rörelsen nova cançó ('den nya sången') uppstod runt 1960, delvis i protest mot Francodikaturens undertryckande av katalansk kultur. Här framträdde artister med både egna verk och med folkmusik och medeltida ballader. Dessutom presenterades tonsatta dikter av både nya och äldre katalanska poeter. Rörelsen initierades via bildandet 1959 av ensemblen Els Setze Jutges ('de sexton domarna', efter en välkänd katalansk tungvrickningsramsa) och fick fäste i olika katalansktalande delar av (östra) Spanien
Inom jazzmusiken var den mest framstående katalanske musikern Tete Montoliu (1933–97). Ett antal av senare års instrumentalister har vandrat mellan jazz, pop och klassisk musik, inklusive Xavi Lloses och Clara Peya.

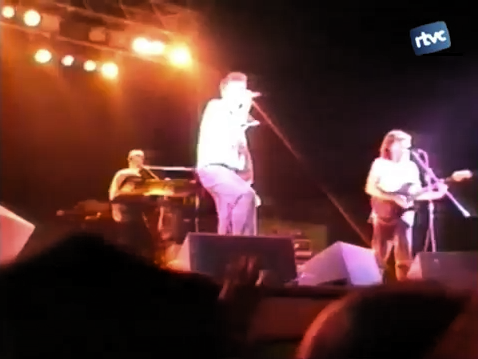
Sau var under 1990-talet en av de viktigaste katalanska rockgrupperna.

### Populärmusik
I samband med Francodiktaturens försvinnande under 1970-talet blev det även vanligare med rockmusik framförd på katalanska. Den utvecklades delvis inspirerad av Nova Cançò. Under slutet av 1980-talet etablerade sig i princip samtidigt ett antal grupper med stor framgång, vilket fick rock català ('katalansk rock') att framstå som ett fenomen. Där fanns grupper som Sopa de Cabra, Sau, Els Pets, Lax'n'Busto och Sangtraït. Fyra av dessa (ej Lax'n'Busto) deltog 14 juni 1991 i en gemensam konsert i den nybyggda multiarenan Palau Sant Jordi, med 22 000 åskådare (då rekord för inomhuskonserter i Europa).
Ovanstående grupper hade bildats under 1980-talet, och de nådde i många fall störst framgångar i början av 1990-talet. Denna "våg" av rock sjungen på katalanska ledde också till bildandet av branschtidningen Enderrock. Åren kring millennieskiftet splittrades ett antal av ovanstående grupper (inklusive Sau och Sopa de Cabra), och den katalanska musikvågen avtog betydligt. Ett antal nya grupper från 1990-talet levde dock vidare, bland dem Gossos och Obrint Pas samt den nya mallorkinska popgruppen Antònia Font.

#### Folkpop, fusion och metafysik
Åren runt 2010 debuterade en ny generation av katalanskspråkiga artister, både i form av grupper samt manliga och kvinnliga solister. Där heter några av de framträdande namnen Blaumut, Els Catarres och Joan Dausà. Flera av dem har inspirerats av Antònia Font, som fram till sin upplösning 2013 uteslutande sjöng sin egensinniga, surrealistiskt inspirerade musik till texter på baleariska. I slutet av 00-talet övergick också vissa artister, som sångerskan Beth, från sång på spanska till sång på katalanska.
Manel (med mandolin i sättningen), Els Amics de les Arts (ofta med "balkanskt" klingande arrangemang), pianisten Maria Coma och Anna Roig i L'ombre de ton chien (influerad av fransk chanson) har alla på olika sätt bidragit till att folkpop blivit en viktig stilart i senare års katalanska populärmusik. Artisterna El Petit de Cal Eril och Ferran Palau samt duon Germà Aire har lanserat sig som företrädare för en lågmäld och minimalistiskt färgad musikstil som de benämnt "metafysisk [folk]pop" (katalanska pop metafísic) – ett ord myntat 2007 av den äldre singer-songwritern Jaume Sisa. Även grupper som Da Souza och Marialluïsa har anslutit sig till denna eleganta och distanserade stil, medan Edgar Rius liknande musik beskrivits som "hypnotisk pop" (pop hipnòtic). 2019 arrangerades den första upplagan av Festival del Pop Metafísic i Barcelona.
Grupper som Txarango, La Pegatina och Gertrudis bidrog samtidigt till att fusionsmusik med latinska rytmer som calypso och rumba under 2010-talet också nådde stora framgångar. Denna utåtriktade musik gynnades av den rika förekomsten av musikfestivaler runt om i Katalonien.
Under 2010-talet har en mängd nya kvinnliga talanger visat framfötterna inom katalanskspråkig pop. Förutom redan nämnda artister finns namn som Clàudia Cabero, Gemma Humet, Lady Witch, Ivette Nadal, Judit Neddermann, Clara Viñals (i Renaldo & Clara), Anaïs Vila och gruppen The Crab Apples. Sistnämnda ensemble har dock, till skillnad från de flesta av kollegorna, valt att successivt övergå till sång på engelska.